# هنري باور (لاعب كرة قدم)
هنري باور (10 آب / أغسطس 1904 – 24 أيار / مايو 1986) هو لاعب كرة قدم أسترالي سابق لعب مع فوتسكراي في دوري كرة القدم الأسترالية.

## وصلات خارجية
- هنري باور على موقع AustralianFootball.com (الإنجليزية)
- هنري باور على موقع AFLtables.com (الإنجليزية)

1. ↑  Holmesby، Russell؛ Main، Jim (2014). The Encyclopedia of AFL Footballers: every AFL/VFL player since 1897 (ط. 10th). BAS Publishing. ص. 716. ISBN:978-1-921496-32-5.